# Trinarea appendiculata
Trinarea appendiculata är en insektsart som beskrevs av Fonseca. Trinarea appendiculata ingår i släktet Trinarea och familjen hornstritar. Inga underarter finns listade i Catalogue of Life.